# Conclave del 1559
Il conclave del 1559 venne convocato a seguito della morte di papa Paolo IV e si concluse con l'elezione di Giovanni Angelo Medici, che assunse il nome di Pio IV. Fu il conclave più lungo del XVI secolo a causa di ingerenze politiche da parte dei governanti secolari.

## Contesto storico precedente l'elezione
Papa Paolo IV morì all'età di 83 anni. Le sue riforme della Chiesa si basarono principalmente su misure di repressione, con l'Inquisizione e l'Indice dei libri proibiti. Non ebbe fiducia nel Concilio di Trento che non riconvocò dopo lo scioglimento del 1552. Anche i cardinali furono accusati di eresia: al tempo della morte di Paolo IV, infatti, il cardinal Giovanni Gerolamo Morone era prigioniero dell'Inquisizione a Castel Sant'Angelo. Paolo IV, temendo che il cardinal Morone sarebbe potuto diventare il suo successore, scrisse e pubblicò la bolla Cum ex apostolatus officio, la quale sanciva che un eretico non poteva essere validamente eletto papa; tuttavia il Collegio cardinalizio rilasciò dalla prigionia il cardinal Morone dopo la morte di Paolo IV e gli permise di prendere parte al conclave. La bolla inoltre interessava anche il cardinal Ippolito d'Este, di cui papa Paolo IV denunciò la volontà di diventare papa attraverso pratiche di simonia.
Le riforme di papa Paolo IV non toccarono né abolirono il nepotismo: ben tre dei cardinali riuniti nel conclave erano nipoti di papa Paolo IV, il più influente dei quali era Carlo Carafa, mentre gli altri due erano Diomede Carafa e Alfonso Carafa. Sul modello di papa Alessandro VI (vissuto all'incirca cinquant'anni prima), appartenente alla famiglia dei Borgia, papa Paolo IV provò a costruire il potere della sua famiglia in Italia principalmente a spese della famiglia Colonna, alcuni terreni della quale furono confiscati e spartiti tra i membri della famiglia Carafa. I cardinali nipoti di papa Paolo IV governarono in maniera assai brutale e abusarono del loro potere a tal punto che nel 1559 il papa fu costretto a intervenire per fermare il potere del cardinale Carlo Carafa. Carlo non riguadagnò più la fiducia dello zio prima della sua morte e insieme agli altri due cardinali nepoti teneva buone ragioni per temere che i suoi nemici potessero trarre vantaggio dal periodo di sede vacante.
Papa Paolo IV fu rigidamente ortodosso, intollerante e autoritario. Dopo la sua morte insorsero degli spontanei tumulti per Roma, con folle che rovesciarono le sue statue e attaccarono la sede dell'Inquisizione. Per ripristinare l'ordine si rese necessario in quel frangente l'impiego di 3700 soldati, tra cui 300 cavalieri.

## Conclave

### Fazioni e candidati

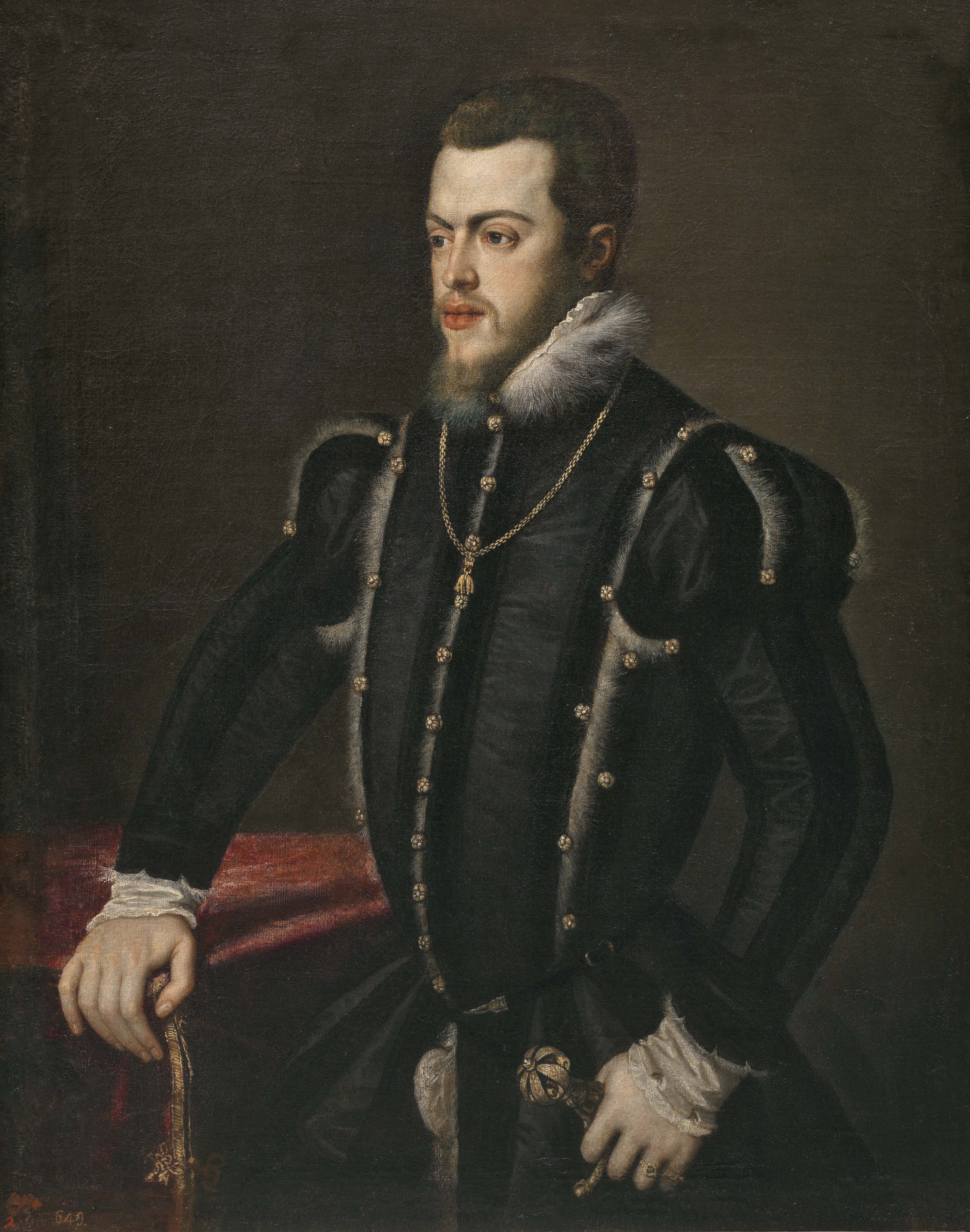
Il re di Spagna Filippo II in un ritratto di Tiziano.

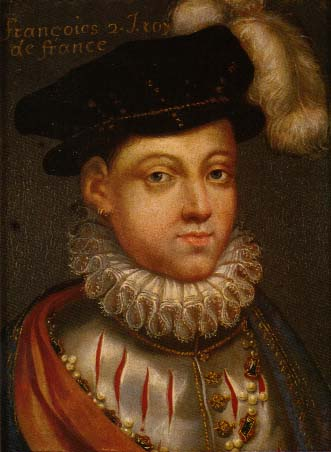
Il re di Francia Francesco II.

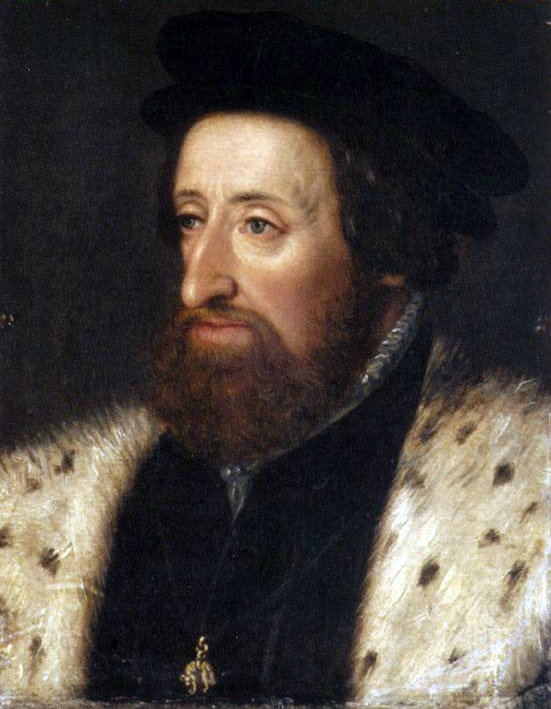
L'imperatore del Sacro Romano Impero Ferdinando I in un ritratto di Hans Bocksberger il Vecchio.

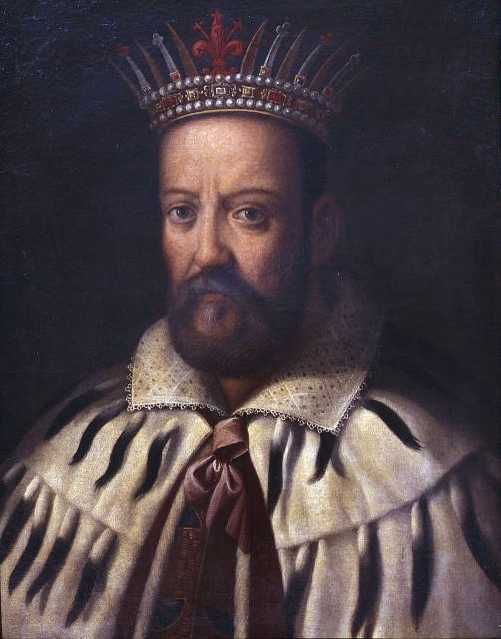
Il duca di Firenze Cosimo I de' Medici in un ritratto di Giovanni Battista Naldini.

Il Collegio dei cardinali era diviso in tre fazioni: 
- la fazione spagnola, di cui facevano parte 17 cardinali capeggiati dai cardinali Guido Ascanio Sforza e Cristoforo Madruzzo,
- la fazione francese, di cui facevano parte 16 cardinali guidati dai cardinali Ippolito d'Este e Luigi di Guisa,
- la fazione italiana, di cui facevano parte 14 cardinali riuniti intorno ai cardinali Carlo Carafa e Alessandro Farnese.

Alcuni cardinali rimasero neutrali.
I candidati francesi al papato furono: Ippolito d'Este, Ercole Gonzaga e François de Tournon. Il re di Francia Francesco II preferiva il cardinale Rodolfo Pio di Carpi. Il re di Spagna Filippo II preferiva anch'esso il cardinale Rodolfo Pio di Carpi, ma anche Giovanni Gerolamo Morone, Giacomo Puteo, Giovanni Angelo Medici e Clemente d'Olera, ovvero qualsiasi altro candidato fuorché il cardinale Ippolito d'Este o qualunque altro cardinale francese. Cosimo I de' Medici, duca di Firenze, nonostante non vi fosse alcun legame parentale, preferiva il cardinale Giovanni Angelo Medici, fratello più giovane di Gian Giacomo Medici, generale imperiale in Germania e a Siena. In totale vi furono più di 20 candidature.
Per Carlo Carafa la scelta del nuovo papa era una questione cruciale per evitare sotto il nuovo pontificato di incorrere in severe punizioni a causa della condotta di abuso di potere, sua e dei suoi parenti, perpetrata negli anni del pontificato dello zio. Sfruttò dunque l'occasione del conclave per ottenere delle garanzie e colse il vantaggio proveniente dai cardinali italiani creati dallo zio, che gli rimasero fedeli, per favorire nell'ascesa al papato Rodolfo Pio di Carpi ed Ercole Gonzaga. Nonostante lo zio avesse incoraggiato i francesi e fosse stato un nemico degli spagnoli, Carlo decise poi di allearsi con la fazione spagnola.

### Votazioni
Il conclave iniziò il 5 settembre 1559 con 40 cardinali presenti. Sfruttando il fatto che i cardinali francesi non erano ancora giunti a Roma, la fazione spagnola cercò di ottenere l'elezione del cardinale Rodolfo Pio di Carpi per acclamazione, ma questo tentativo fallì a causa dell'opposizione del cardinale Guido Ascanio Sforza, che concordò segretamente con il cardinale d'Este che Rodolfo Pio di Carpi dovesse perdere la corsa al papato. 
L'8 settembre gli elettori firmarono una capitolazione elettorale, richiedendo al futuro papa eletto di continuare la riforma della Chiesa e della curia, e di riprendere le deliberazioni del Concilio di Trento e di promuovere la pace tra i principi cristiani. Entro la fine di settembre arrivarono a Roma altri sette cardinali.
Per un paio di settimane le votazioni si svolsero senza alcun esito; la maggior parte dei voti furono ricevuti da candidati minori: i cardinali spagnoli Pedro Pacheco e Bartolomé de la Cueva y Toledo ricevettero dai 12 ai 20 voti; il 13 settembre il cardinale francese Robert de Lénoncourt ricevette 18 voti; il 18 settembre il cardinale Enrico I del Portogallo, che era peraltro assente, ricevette 15 voti; altri voti andarono ai cardinali Scipione Rebiba, Antonio Michele Ghislieri (divenuto papa con il nome di Pio V nel 1566 e poi santo) e Giovanni Michele Saraceni. Ranuccio Farnese prese 21 voti il 13 ottobre, giorno dell'anniversario dell'elezione al pontificato di suo nonno papa Paolo III, al secolo Alessandro Farnese.
Il 18 settembre, con l'appoggio del cardinale Alessandro Farnese, il cardinale Rodolfo Pio di Carpi si propose nuovamente come candidato. Nei turni successivi ottenne dagli 11 ai 16 voti. Il 22 settembre i cardinali della fazione francese proposero François de Tournon, ma la sua candidatura fu bruciata dall'opposizione del cardinal Carlo Carafa, che supportava il cardinale spagnolo Pedro Pacheco. Nella votazione che si ebbe quel giorno, de Tournon ricevette 20 voti (inclusi 5 per accesso) mentre Pacheco 19 (incluso uno per accesso).
Pochi giorni dopo i cardinali della fazione francese si accordarono con Guido Ascanio Sforza, leader della fazione spagnola, per supportare la candidatura del cardinale Ercole Gonzaga, cercando la sua elezione per acclamazione. Questo piano fallì per opera del Carafa e di alcuni cardinali della stessa fazione spagnola.
Il 25 settembre Francisco de Vargas Mejía, ambasciatore spagnolo di re Filippo II, arrivò a Roma per consigliare i cardinali; sotto i suoi auspici, i cardinali Guido Ascanio Sforza, Alessandro Farnese e Carlo Carafa si riunirono il 2 ottobre. L'ambasciatore suggerì Giacomo Puteo come candidato, piuttosto che Pio di Carpi e Pacheco. I cardinali Sforza e Carafa rifiutarono la proposta e l'incontro non ebbe il successo desiderato dal diplomatico spagnolo. A questo punto Sforza iniziò a combattere su due fronti: promise alla fazione francese di mantenere consenso in favore del cardinale Gonzaga e allo stesso modo, all'interno della fazione italiana, promise di mantenere il consenso attorno ai nomi di Pacheco e Pio di Carpi.
Alla fine di settembre e verso gli inizi di ottobre, vi fu un intenso scambio epistolare tra i cardinali della fazione spagnola e il re Filippo II. Anche Francesco II di Francia e Ferdinando I d'Asburgo, imperatore del Sacro Romano Impero, inviarono lettere ai cardinali, raccomandando la candidatura di Ercole Gonzaga. La violazione della regola canonica che il conclave si sarebbe dovuto tenere nel segreto e senza alcuna ingerenza da parte dei governatori secolari, indignò il popolo romano che sfociò in proteste, ma il cardinale Jean du Bellay, decano del sacro collegio, respinse le obiezioni.
Nella seconda metà di ottobre 1559, Carafa ruppe la sua alleanza con il cardinale Sforza, dal momento che venne a sapere che il re Filippo II decise di restituire il feudo di Paliano, ottenuto dalla famiglia Carafa grazie a papa Paolo IV, a Marcantonio Colonna e che ordinò ai cardinali spagnoli di evitare a tutti i costi l'elezione di Gonzaga. 
Così Carafa si alleò con il cardinale d'Este, il quale sperava di vincere l'elezione, ma la votazione del 1º dicembre dimostrò che questa speranza era del tutto vana. Poi i francesi tentarono, ma senza molto successo, di eleggere prima il cardinale de Tournon e poi il cardinale Jean Suau. I primi giorni di dicembre, in accordo con la fazione francese, Carafa propose ancora Ercole Gonzaga, con l'intenzione di raggiungere la sua elezione per acclamazione. Nel frattempo Carafa ricevette una lettera da parte di Filippo II che attestava la perdita delle garanzie previste dal re nei suoi confronti, perciò ritornò insieme ai cardinali francesi all'alleanza con la fazione degli spagnoli. Scrisse dunque una lettera al cardinale Sforza nella quale si impegnò a non avallare i candidati non approvati da re Filippo II. 
Il prolungamento del conclave portò a una crescente preoccupazione per le strade di Roma, specialmente da quando il camerlengo fu costretto a ridurre il numero delle truppe a causa di problemi economici.
Dopo il rovesciamento della candidatura di Gonzaga, fu suggerito Francesco Pisani come papa di transizione, ma la votazione non ebbe risultato positivo. La fazione dei francesi subì un duro colpo in seguito alla morte del cardinale Girolamo Recanati Capodiferro, avvenuta il 1º dicembre, e ancora in seguito all'uscita per malattia, il 13 dicembre, del decano Jean du Bellay che delegò le sue funzioni al cardinale de Tournon, e infine all'uscita per malattia di Giovanni Michele Saraceni sei giorni dopo. I francesi persero così la possibilità di bloccare i candidati delle fazioni opposte e gli spagnoli cercarono in questo modo l'elezione del cardinal Pacheco. Nella votazione del 18 dicembre Pacheco non fu eletto per soli tre voti.

### Elezione
Le festività natalizie erano imminenti e ciò portò i leader delle fazioni a concludere un compromesso. In un incontro del 22 dicembre, i capi delle tre fazioni cercarono un candidato accettabile da tutte e tre le parti. I francesi proposero il cardinale Federico Cesi mentre gli spagnoli proposero il cardinale Giovanni Angelo Medici; il cardinal Carafa rimase inizialmente indeciso. I francesi furono persuasi a votare il cardinale Medici che era anche fortemente supportato dal duca di Firenze. Anche Carafa alla fine supportò Medici, che gli promise un'amnistia.
La sera del 25 dicembre, i 44 cardinali riuniti nella Cappella Sistina elessero al papato per acclamazione il cardinale Giovanni Angelo Medici; ebbe così termine il conclave più lungo del XVI secolo. I cardinali chiesero comunque a Medici se avesse consentito uno scrutinio per il giorno successivo (26 dicembre). La risposta fu positiva a patto che l'elezione per acclamazione, avvenuta il 25 dicembre, fosse ritenuta canonicamente valida. Il mattino seguente si tenne dunque uno scrutinio e furono scritte 44 schede: dall'inizio del conclave un cardinale era deceduto, Capodiferro, e due cardinali erano assenti per malattia, Saraceni e du Bellay. Medici ricevette i voti di tutti, eccetto il suo, che fu indirizzato a: de Tournon, Pio di Carpi, Pacheco, Gonzaga e d'Este. Questi nomi sono una chiara indicazione che negli scrutini veniva utilizzato il voto con più preferenze. Giovanni Angelo Medici scelse il nome di Pio IV e il giorno dell'epifania del 1560 fu incoronato con la tiara papale dal protodiacono Alessandro Farnese.
Entro una settimana dalla sua elezione, Pio IV promulgò nuove norme per regolare la segretezza del conclave e per affrontare alcune ingerenze esterne sul conclave. Questa scelta di Pio IV fu letta come una reazione nei confronti del governo brutale di papa Paolo IV e dei suoi cardinali nepoti. Pio IV non aveva in comune con il suo predecessore l'arroganza e l'orgoglio; completò inoltre il Concilio di Trento. Anche se aveva tre figli, avuti prima dell'elezione a pontefice, li tenne all'oscuro del governo della Chiesa, diversamente da papa Paolo III e da papa Alessandro VI. Il suo unico cardinale nipote fu Carlo Borromeo (poi divenuto santo). Per i nipoti di papa Paolo IV non ebbe pietà: fece arrestare Carlo e Alfonso Carafa nel 1560 (Diomede morì poco dopo il conclave), poi fece giustiziare Carlo nel 1561 mentre concesse la grazia ad Alfonso dopo un anno di prigionia.

## Collegio cardinalizio
I cardinali che componevano il Collegio erano in totale 55, dei quali 47 entrarono in conclave. Di questi, Girolamo Recanati Capodiferro morì durante il conclave mentre Jean du Bellay e Giovanni Michele Saraceni furono costretti a uscire dal conclave per motivi di malattia prima della sua conclusione.

## Composizione del Sacro Collegio

### Cardinali presenti in conclave
| Nome                                     | Paese                          | Titolo                                                                                            | Ruolo | Nascita    | Concistoro |
| ---------------------------------------- | ------------------------------ | ------------------------------------------------------------------------------------------------- | --- | ---------- | ---------- |
| Jean du Bellay                           | Regno di Francia               | Cardinale vescovo di Ostia e Velletri                                                             | Decano del Sacro Collegio; Governatore di Velletri; Amministratore apostolico di Bordeaux; Abate commendatario di Pontigny, Saint-Georges-Buttavent e di Thiron-Gardais                                                                | 1492       | 21/05/1535 |
| François de Tournon, C.R.S.A.            | Regno di Francia               | Cardinale vescovo di Sabina                                                                       | Arcivescovo di Lione, primate delle Gallie; abate commendatario di Chaise-Dieu, Saint-Germain-des-Prés, Moiremont e di Saint-Antoine-l'Abbaye                                                                                          | 1489       | 09/03/1530 |
| Francesco Pisani                         | Repubblica di Venezia          | Cardinale vescovo di Frascati e Cardinale presbitero In commendam di San Marco                    | Amministratore apostolico di Cittanova e di Narbona; Abate generale dell'Ordine dei canonici regolari premostratensi; abate commendatario di Prémontré                                                                                 | 1494       | 01/07/1517 |
| Giovanni Gerolamo Morone                 | Ducato di Milano               | Cardinale presbitero di Santa Maria in Trastevere                                                 | Vescovo di Novara | 25/01/1509 | 02/06/1542 |
| Alessandro Farnese il Giovane            | Ducato di Parma e Piacenza     | Cardinale diacono di San Lorenzo in Damaso in commendam; Cardinale protodiacono                   | Vicecancelliere di Santa Romana Chiesa; amministratore apostolico di Monreale, Spoleto e di Benevento; Legato apostolico di Avignone; arciprete della Basilica di San Pietro in Vaticano; abate commendatario di Saint-Étienne de Caen | 27/09/1520 | 18/12/1534 |
| Cristoforo Madruzzo                      | Principato vescovile di Trento | Cardinale presbitero di San Cesareo in Palatio                                                    | Principe vescovo di Trento e Bressanone | 05/07/1512 | 02/06/1542 |
| Tiberio Crispo                           | Stato Pontificio               | Cardinale diacono e presbitero di Sant'Agata alla Suburra                                         | Amm. apostolico di Amalfi; Camerlengo del Collegio Cardinalizio | 31/01/1498 | 19/12/1544 |
| Niccolò Caetani di Sermoneta             | Stato Pontificio               | Cardinale presbitero di Sant'Eustachio, titolo pro illa vice                                      | Amministratore apostolico di Bisignano e Quimper | 22/02/1526 | 22/12/1536 |
| Ippolito II d'Este                       | Ducato di Ferrara              | Cardinale diacono e presbitero di Santa Maria in Aquiro                                           | Amministratore apostolico di Auch; abate commendatario di Notre-Dame de Breteuil, Chaalis | 25/08/1509 | 20/12/1538 |
| Giacomo Savelli                          | Stato Pontificio               | Cardinale diacono e presbitero di Santa Maria in Cosmedin, titolo pro illa vice                   | Amministratore apostolico di Nicastro | 28/10/1523 | 19/12/1539 |
| Giulio Feltrio della Rovere              | Ducato di Urbino               | Cardinale diacono e presbitero di San Pietro in Vincoli, diaconia pro illa vice                   | Vescovo emerito di Urbino; abate commendatario di San Vittore di Marsiglia | 05/04/1533 | 27/07/1547 |
| Innocenzo Ciocchi del Monte              | Ducato di Parma e Piacenza     | Cardinale diacono di Sant'Onofrio Pro hac vice                                                    | Abate commendatario di Saint-Michel du Tréport | 1532       | 30/05/1550 |
| Fulvio Giulio della Corgna, O.S.Io.Hier. | Stato Pontificio               | Cardinale presbitero di Santo Stefano al Monte Celio                                              | Vescovo di Perugia | 19/11/1517 | 20/11/1551 |
| Giovanni Michele Saraceni                | Regno di Napoli                | Cardinale presbitero di Sant'Anastasia                                                            | Arcivescovo emerito di Matera | 01/12/1498 | 20/11/1551 |
| Giovanni Ricci                           | Ducato di Firenze              | Cardinale presbitero dei Santi Vitale, Gervasio e Protasio                                        | Arcivescovo emerito di Chiusi | 01/11/1497 | 20/11/1551 |
| Giovanni Battista Cicala                 | Repubblica di Genova           | Cardinale presbitero di San Clemente                                                              | Amm. apostolico di Mariana; Governatore di Campagna e Marittima | 27/05/1510 | 20/11/1551 |
| Alvise Corner, O.S.Io.Hier.              | Repubblica di Venezia          | Cardinale diacono e presbitero di San Teodoro                                                     | Gran Priore dell'Ordine di Malta a Cipro; arcivescovo emerito di Zara | 12/02/1517 | 20/11/1551 |
| Girolamo Simoncelli                      | Stato Pontificio               | Cardinale diacono dei Santi Cosma e Damiano                                                       | Vescovo di Orvieto | 1522       | 22/12/1553 |
| Scipione Rebiba                          | Regno di Sicilia               | Cardinale presbitero di Santa Pudenziana                                                          | Arcivescovo di Pisa, primate di Corsica e Sardegna | 03/02/1504 | 20/12/1555 |
| Jean Suau                                | Regno di Francia               | Cardinale presbitero di San Giovanni a Porta Latina                                               | Vescovo di Mirepoix | 1503       | 20/12/1555 |
| Gianantonio Capizzuchi                   | Stato Pontificio               | Cardinale presbitero di San Pancrazio fuori le mura                                               | Vescovo di Lodi | 24/10/1515 | 20/12/1555 |
| Antonio Michele Ghislieri, O.P.          | Ducato di Milano               | Cardinale presbitero di Santa Maria sopra Minerva eletto papa nel conclave del 1565-66 come Pio V | Vescovo di Nepi, Sutri; Grande Inquisitore | 17/01/1504 | 15/03/1557 |
| Clemente d'Olera, O.F.M.                 | Repubblica di Genova           | Cardinale presbitero di Santa Maria in Aracoeli                                                   | Vescovo di Foligno | 20/01/1501 | 15/03/1557 |
| Vitellozzo Vitelli                       | Ducato di Firenze              | Cardinale diacono di Santa Maria in Portico Octaviae                                              | Vescovo di Città di Castello | 06/04/1532 | 15/03/1557 |
| Rodolfo Pio                              | Ducato di Ferrara              | Cardinale vescovo di Porto e Santa Rufina; Sottodecano del Collegio cardinalizio                  | Amministratore apostolico di Agrigento; Protettore del Santuario della Santa Casa di Loreto | 22/02/1500 | 22/12/1536 |
| Federico Cesi                            | Stato Pontificio               | Cardinale vescovo di Palestrina                                                                   | Amministratore apostolico di Cremona | 02/07/1500 | 19/12/1544 |
| Pedro Pacheco Ladrón de Guevara          | Regno di Spagna                | Cardinale vescovo di Albano                                                                       | Vescovo di Sigüenza | 29/06/1488 | 16/12/1545 |
| Robert de Lénoncourt                     | Regno di Francia               | Cardinale presbitero di Santa Cecilia                                                             | Arcivescovo di Embrun; amministratore apostolico di Auxerre | 1490       | 20/12/1538 |
| Ercole Gonzaga                           | Ducato di Mantova              | Cardinale diacono e presbitero di Santa Maria Nuova                                               | Vescovo di Mantova; amministratore apostolico di Fano | 23/11/1505 | 03/05/1527 |
| Bartolomé de la Cueva y Toledo           | Regno di Spagna                | Cardinale presbitero di Santa Croce in Gerusalemme                                                | Arcivescovo di Conza | 24/08/1499 | 19/12/1544 |
| Georges d'Armagnac                       | Regno di Francia               | Cardinale presbitero di San Lorenzo in Lucina, titolo pro illa vice                               | Vescovo di Rodez; Abate commendatario di Belleperche | 1501       | 19/12/1544 |
| Otto Truchsess von Waldburg              | Sacro Romano Impero            | Cardinale presbitero di Santa Sabina                                                              | Principe vescovo di Augusta; principe-prevosto di Ellwangen | 25/02/1514 | 19/12/1544 |
| Giovanni Angelo Medici di Marignano      | Ducato di Milano               | Cardinale presbitero di Santa Prisca, eletto papa                                                 | Amministratore apostolico di Milano | 31/03/1499 | 08/04/1549 |
| Cristoforo Guidalotti Ciocchi del Monte  | Ducato di Firenze              | Cardinale presbitero di Santa Prassede                                                            | Vescovo di Cagli | 1484       | 20/11/1551 |
| Giovanni Andrea Mercurio                 | Regno di Sicilia               | Cardinale presbitero di San Ciriaco alle Terme Diocleziane                                        | Arcivescovo di Messina; archimandrita del Santissimo Salvatore | 1510 ca.   | 20/11/1551 |
| Giacomo Puteo                            | Ducato di Savoia               | Cardinale presbitero di Santa Maria in Via                                                        | Arcivescovo di Bari e Canosa | 13/02/1495 | 20/11/1551 |
| Gian Bernardino Scotti, C.R.             | Stato Pontificio               | Cardinale presbitero di San Matteo in Merulana                                                    | Vescovo di Piacenza | 1478       | 20/12/1555 |
| Diomede Carafa                           | Regno di Napoli                | Cardinale presbitero dei Santi Silvestro e Martino ai Monti                                       | Vescovo di Ariano | 07/01/1492 | 20/12/1555 |
| Taddeo Gaddi                             | Ducato di Firenze              | Cardinale presbitero di San Silvestro in Capite                                                   | Arcivescovo di Cosenza | 22/01/1520 | 15/03/1557 |
| Lorenzo Strozzi                          | Ducato di Firenze              | Cardinale presbitero di Santa Balbina                                                             | Vescovo di Béziers | 03/12/1513 | 20/12/1555 |
| Jean Bertrand                            | Regno di Francia               | Cardinale presbitero dei Santi Nereo e Achilleo                                                   | Abate commendatario di Grandselve; amministratore apostolico di Sens | 1482       | 15/03/1557 |
| Guido Ascanio Sforza di Santa Fiora      | Stato Pontificio               | Cardinale diacono di Santa Maria in Via Lata                                                      | Camerlengo di Santa Romana Chiesa; Arciprete della Basilica Liberiana di Santa Maria Maggiore; Amministratore apostolico di Parma | 26/11/1518 | 18/12/1534 |
| Girolamo Recanati Capodiferro            | Stato Pontificio               | Cardinale diacono di San Giorgio in Velabro                                                       | Vescovo di San Giovanni di Morian; Abate commendatario di Moutiers-Saint-Jean | 22/06/1502 | 19/12/1544 |
| Ranuccio Farnese, O.S.Io.Hieros.         | Stato Pontificio               | Cardinale diacono di Sant'Angelo in Pescheria                                                     | Patriarca titolare di Costantinopoli; penitenziere maggiore; arciprete della Basilica di San Giovanni in Laterano; Amministratore apostolico di Ravenna                                                                                | 11/08/1530 | 16/12/1545 |
| Carlo Carafa                             | Regno di Napoli                | Cardinale diacono dei Santi Vito e Modesto in Macello Martyrum                                    | Amministratore apostolico di Comminges | 29/03/1517 | 07/06/1555 |
| Louis I de Lorraine-Guise                | Regno di Francia               | Cardinale diacono e presbitero di San Tommaso in Parione, diaconia pro illa vice                  | Abate commendatario di Saint-Germain d'Auxerre e di Notre-Dame du Bec; Vescovo di Albi | 21/10/1527 | 22/12/1553 |
| Alfonso Carafa                           | Regno di Napoli                | Cardinale diacono di Santa Maria in Domnica                                                       | Arcivescovo di Napoli; Governatore di Benevento; Bibliotecario di Santa Romana Chiesa | 16/07/1540 | 15/03/1557 |

### Cardinali assenti
| Nome                         | Paese                | Titolo                                                             | Ruolo | Nascita    | Concistoro |
| ---------------------------- | -------------------- | ------------------------------------------------------------------ | --- | ---------- | ---------- |
| Francisco Mendoza Bobadilla  | Regno di Spagna      | Cardinale presbitero di Sant'Eusebio                               | Arcivescovo di Burgos | 25/09/1508 | 19/12/1544 |
| Enrico I del Portogallo      | Regno del Portogallo | Cardinale presbitero dei Santi Quattro Coronati                    | Arcivescovo metropolita di Évora; Reggente del Portogallo; Inquisitore generale del Portogallo                                       | 31/01/1512 | 16/12/1545 |
| Carlo di Lorena-Guisa        | Regno di Francia     | Cardinale diacono di Sant'Apollinare alle Terme                    | Arcivescovo di Reims; Abate commendatario di Cluny, Gorze, Saint-Urbain-Maconcourt e di Saint-Pierre-et-Saint-Paul de Montier-en-Der | 17/02/1524 | 27/07/1547 |
| Carlo di Borbone-Vendôme     | Regno di Francia     | Cardinale diacono di San Sisto pro hac vice                        | Arcivescovo metropolita di Rouen; Abate commendatario di Trinité de Vendôme, Saint-Ouen e di Saint-Pierre de Corbie                  | 22/09/1523 | 09/01/1548 |
| Claude de Longwy de Givry    | Franca Contea        | Cardinale presbitero di Sant'Agnese in Agone, titolo pro illa vice | Vescovo di Langres; Abate commendatario di Fontenay                                                                                  | 1481       | 07/11/1533 |
| Odet de Coligny de Châtillon | Regno di Francia     | Cardinale diacono di Sant'Adriano al Foro                          | Amm. apostolico di Beauvais; Abate commendatario di Saint-Lucien de Beauvais, Froidmont, Sorèze, Fleury e di Fontainejean            | 10/07/1517 | 07/11/1533 |
| Antoine Sanguin de Meudon    | Regno di Francia     | Cardinale presbitero di San Crisogono                              | Amministratore apostolico di Tolosa; Abate commendatario di Vézelay e di Vaux-de-Cernay                                              | 1493       | 19/12/1539 |
| Girolamo Dandini             | Stato Pontificio     | Cardinale presbitero di San Marcello                               | Legato pontificio emerito in Francia                                                                                                 | 25/03/1509 | 20/11/1551 |